# Phanoxyla albomarginata
Phanoxyla albomarginata är en fjärilsart som beskrevs av George Francis Hampson 1900. Phanoxyla albomarginata ingår i släktet Phanoxyla och familjen svärmare. Inga underarter finns listade i Catalogue of Life.